# Любень-Куявський (гміна)
Гміна Любень-Куявський (пол. Gmina Lubień Kujawski) — місько-сільська гміна у північній Польщі. Належить до Влоцлавського повіту Куявсько-Поморського воєводства.
Станом на 31 грудня 2011 у гміні проживало 7603 особи.

## Площа
Згідно з даними за 2007 рік площа гміни становила 150.21 км², у тому числі:
- орні землі: 87.00%
- ліси: 5.00%

Таким чином, площа гміни становить 10.20% площі повіту.

## Населення
Станом на 31 грудня 2011:
| Опис     | Загалом | Загалом | Чоловіки | Чоловіки | Жінки | Жінки |
| -------- | ------- | ------- | -------- | -------- | ----- | ----- |
| одиниця  | осіб    | %       | осіб     | %        | осіб  | %     |
| все      | 7603    | 100     | 3817     | 50.20    | 3786  | 49.80 |
| міське   | 1397    | 100     | 670      | 47.96    | 727   | 52.04 |
| сільське | 6206    | 100     | 3147     | 50.71    | 3059  | 49.29 |

## Сусідні гміни
Гміна Любень-Куявський межує з такими гмінами: Барухово, Хоцень, Ходеч, Ґостинін, Коваль, Ланента, Нові Острови.